# Zuführung (Recht)
Eine Zuführung ist ein Begriff aus dem Besonderen Verwaltungsrecht und bezeichnet den von einer Behörde angeordneten Transfer einer dienstpflichtigen Person zu einer Dienststelle (so genannte Verbringung) entgegen dessen erklärten Willen. Der Grund für eine Zuführung ist das Nichtantreten zu einer Vorladung, Musterung oder zu einem Dienstantritt. Der häufigste Fall ist das Fernbleiben vom Wehr- oder Ersatzdienst trotz Einberufungsbescheid.
In Deutschland geschieht dies häufig durch die örtliche Polizei (Landespolizei) im Rahmen der Vollzugshilfe der ersuchenden Behörde (z. B. Vorladung zur Gerichtsverhandlung) oder durch die Feldjäger bei unerlaubter Abwesenheit vom Wehrdienst bzw. wiederum von der Polizei zum Zivildienst. Kostenersatz durch die anordnende Behörde findet nicht statt. Der Wehrpflichtige ist jedoch kostenpflichtig bei schuldhaftem Versäumnis.
Wehrpflichtige, insbesondere Totalverweigerer, werden ohne weitere Aufforderung durch die örtliche Polizei von einem bekannten Aufenthaltsort (meist Wohnung) abgeholt und der zugehörigen Dienststelle zugeführt. Soldaten werden dem nächsten Feldjägerdienstkommando zugeführt, Zivildienstleistende der Beschäftigungsdienststelle. Für Zivildienstleistende ordnet die Zuführung das Bundesamt für Familie und zivilgesellschaftliche Aufgaben an. Für Soldaten ordnet die betreffende Stammeinheit die Zuführung an. Ist die Person nicht anzutreffen, wird eine Personenfahndung über die örtliche Polizei veranlasst.
Mit dem Aussetzen der Wehrpflicht zum 1. Juli 2011 ist das Recht auf Zuführung von Wehrpflichtigen weggefallen.

## Schweiz
Unter Zuführung versteht man die Überstellung einer Person durch die Polizei an die Staatsanwaltschaft (Art 219 StPO).

## DDR
In der DDR war die Zuführung eine Vorstufe einer Festnahme oder Verhaftung. Für die Zuführung war keine Begründung notwendig. Nach einem Verhör wurde der Zugeführte entweder formell verhaftet oder wieder freigelassen.

## Rechtsgrundlagen
- Soldaten: § 44 Wehrpflichtgesetz (WPflG)
- Zivildienstleistende § 23a Gesetz über den Zivildienst der Kriegsdienstverweigerer (ZDG)
- Freiheitsentziehende Unterbringung: § 326 Gesetz über das Verfahren in Familiensachen und in den Angelegenheiten der freiwilligen Gerichtsbarkeit (FamFG)